# Теннер Григорій Самійлович
Григо́рій Самі́йлович Те́ннер (1889-1943) — скульптор-портретист.

## Життєпис
Г. С. Теннер народився у місті Аккермані (Бессарабія) у 1889 році. Коли Григорію Самойловичу було 5 років він разом з батьками переїздить до Катеринослава, а потім у Мінськ.
Батько покинув сім'ю, а мати тяжко працювала, заробляючи на життя шиттям. Хлопчик зростав сам по собі, доки їм не зацікавився директор сільськогосподарської школи Клейн. Теннер вступив у цю школи і успішно її закінчив.
У 1906 році Григорій Самойлович вступив в Одеське художнє училище, на скульптурне відділення. Його вчителями були Іоріні й Мармоне. Після закінчення училища в 1910 році Теннер вступив до Академії мистецтв в Петербурзі, але через рік кинув її.
У 1911 році вступає у королівську Академію в Мюнхені, де навчається три роки. Потім повертається в Росію. З 1914 по 1917 на фронті.
У 1918 році Г. С. Теннер оселяється у Катеринославі, де живе 11 років. Тут він створює такі роботи: портретні фігури діячів науки, літератури й мистецтва для музею Революції й художнього музею, пам'ятник-бюст Леніну з граніту.
З 1932 року педагогічна і художня діяльність Г. С. Теннера пов'язана з Одесою.
Помер 31 жовтня 1943 року в Уфі.

## Творчість
Серед творів Г. С. Теннера головне місце займають монументальні роботи.
- 1918 — проєкт пам'ятника жертвам революції в місті Катеринославі.
- 1921 — проєкт пам'ятника будьонівцям.
- 1922 — проєкт пам'ятника Жовтневої революції.
- 1923 — проєкт пам'ятника Артему.
- 1924 — проєкт пам'ятника Леніну.
- 1933 — бюст художника А. А. Шовкуненка.
- 1938 — проєкт на пам'ятник Карлу Марксу в Одесі.

Проєкти пам'ятників Т. Шевченкові в Катеринославі (1921) і Харкові (1925); композиція «Т. Г. Шевченко» (1939), портретні погруддя: Дм. Яворницького, Ю. Бершадського, Т. Шевченка, О. Шовкуненка, Г. Петровського, М. Скрипника, Г. Плеханова, О. Герцена та ін.